# Gare de Viévola
La gare de Viévola est une gare ferroviaire française de la ligne de Coni à Vintimille, située sur le territoire de la commune de Tende, dans le département des Alpes-Maritimes en région Provence-Alpes-Côte d'Azur.
C'est une gare de la Société nationale des chemins de fer français (SNCF), qui a la particularité d'être desservie uniquement par des trains italiens Trenitalia.

## Situation ferroviaire
Elle est située au point kilométrique (PK) 42,263 de la ligne de Coni à Vintimille, entre le tunnel ferroviaire du col de Tende et la gare de Tende. Son altitude est de 978 m.

## Fréquentation
De 2015 à 2023, selon les estimations de la SNCF, la fréquentation annuelle de la gare s'élève aux nombres indiqués dans le tableau ci-dessous.
| Année     | 2015 | 2016 | 2017 | 2018 | 2019 | 2020 | 2021 | 2022 | 2023 |
| --------- | ---- | ---- | ---- | ---- | ---- | ---- | ---- | ---- | ---- |
| Voyageurs | 159  | 115  | 118  | 60   | 134  | 76   | 8    | 171  | 97   |

## Service des voyageurs

### Curiosités
De la gare, tout en appartenant au système ferroviaire français (SNCF), a rendu possible le cadre de concertation "arrivées et des départs" en temps réel sur le service www.viaggiatreno.it offertes par les chemins de fer italiens (FS).